# Monte Diatuto
El Monte Diatuto (en tetun: Foho Diatuto; también en portugués: Monte Dia tuto) es una montaña en Timor Oriental, un país que ocupa el extremo oriental de la isla de Timor en las Islas Menores de la Sonda en Asia.
El Monte Diatuto, a una altitud de 1732 m, es el punto más alto en una zona de colinas empinadas y crestas en la cordillera central de la isla en el distrito de Manatuto, a unos 42 km al sureste de la capital del país, Dili. La montaña está cubierta por, y rodeada de una zona boscosa de 345 kilómetros cuadrados en rocas ultrabásicas, antes conocida en Indonesia como Hutan Querelau Lauberio. Se caracteriza por una vegetación un poco atrofiada de lo que originalmente eran árboles de hoja semiperenne de bosque monzónico, ahora degradado y principalmente confinado a las crestas más altas, con bosques de eucaliptos sujetos a pastoreo en otros lugares.